# Emanuele Barbella
Emanuele Barbella (Napoli, 14 aprile 1718 – Napoli, 1º gennaio 1777) è stato un compositore, violinista e insegnante italiano.
Ricevette i primi rudimenti di violino dal padre, violinista e maestro di violino al Conservatorio di Santa Maria di Loreto e successivamente approfondì lo strumento con Angelo Zaga e Pasquale Bini, un allievo di Giuseppe Tartini. Contemporaneamente iniziò lo studio della teoria musicale e della composizione con Michele Caballone, con il quale studiò sino alla sua morte sopraggiunta nel 1740. Da quest'anno sino al 1744 continuò gli studi con Leonardo Leo. Nel 1753 fu primo violino al Teatro Nuovo di Napoli e dal 1761 fino alla morte componente dell'orchestra del Teatro San Carlo. Durante gli anni sessanta intraprese probabilmente un viaggio in Inghilterra.
Fu stimato come virtuoso dai suoi contemporanei.
Tra i suoi allievi ebbe Ignazio Raimondi.

## Lavori
- Elmira generosa (opera buffa, libretto di Pietro Trinchera, 1753, Napoli; in collaborazione con Nicola Bonifacio Logroscino)
- Tinna noonna, ninna nanna per violino e basso
- 2 concerti
- 12 trii per 2 violini e basso (o violino, violetta e basso)
- 6 trii per violino e violoncello
- 33 duetti per 2 violini (o mandolino e basso)
- 12 soli per violino e basso (o due violini)
- 17 sonata per violino e basso
- 6 sonate per 2 violini, violoncello e clavicembalo
- 6 sonate per violino e violoncello
- 4 per 2 mandolini
- 3 sonate per 2 violini e basso
- 3 sonate per 2 violini
- Sonata per due mandolini e basso